# Schwarzenau (Odeborn)

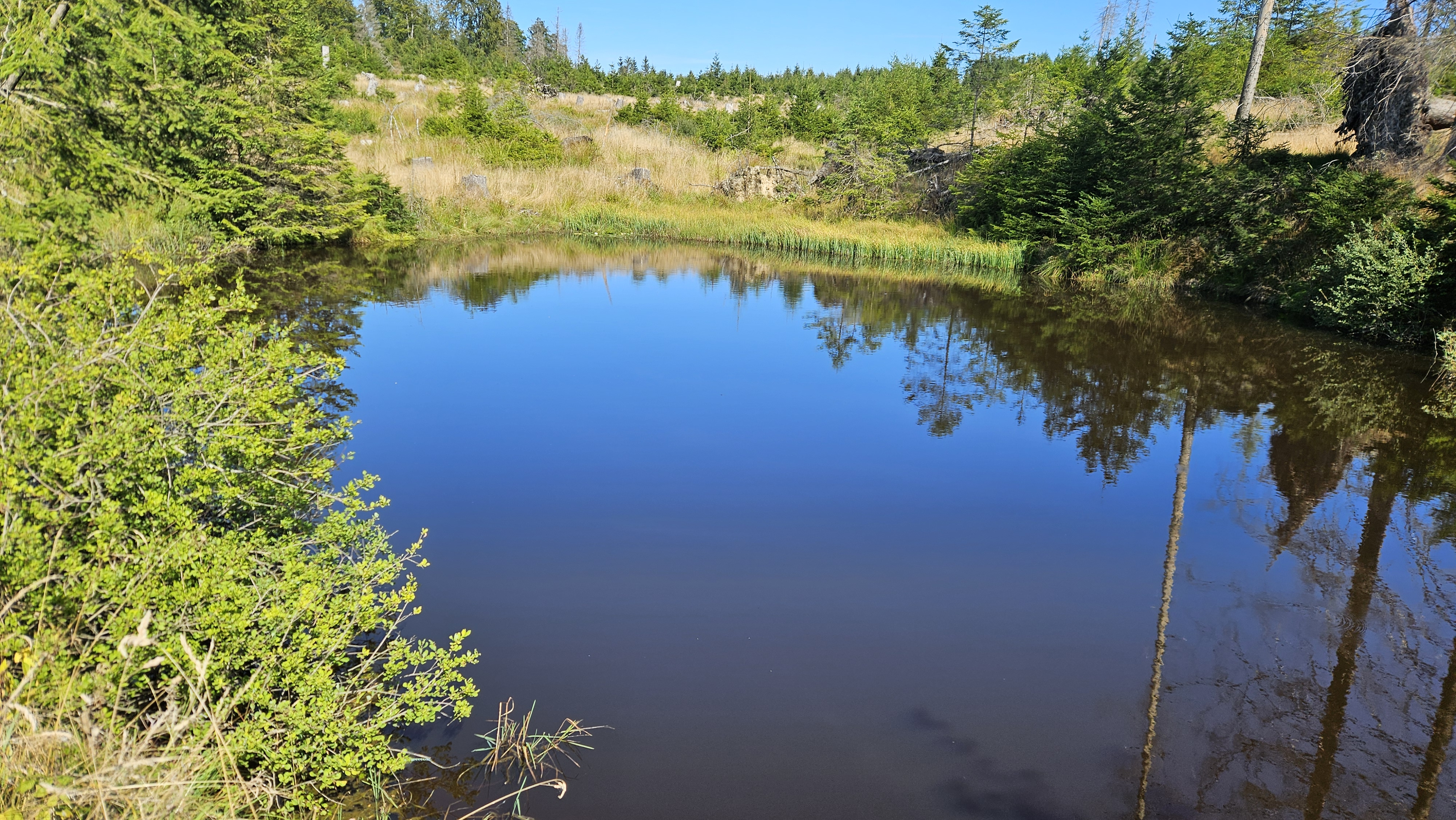
Quellteich der Schwarzenau

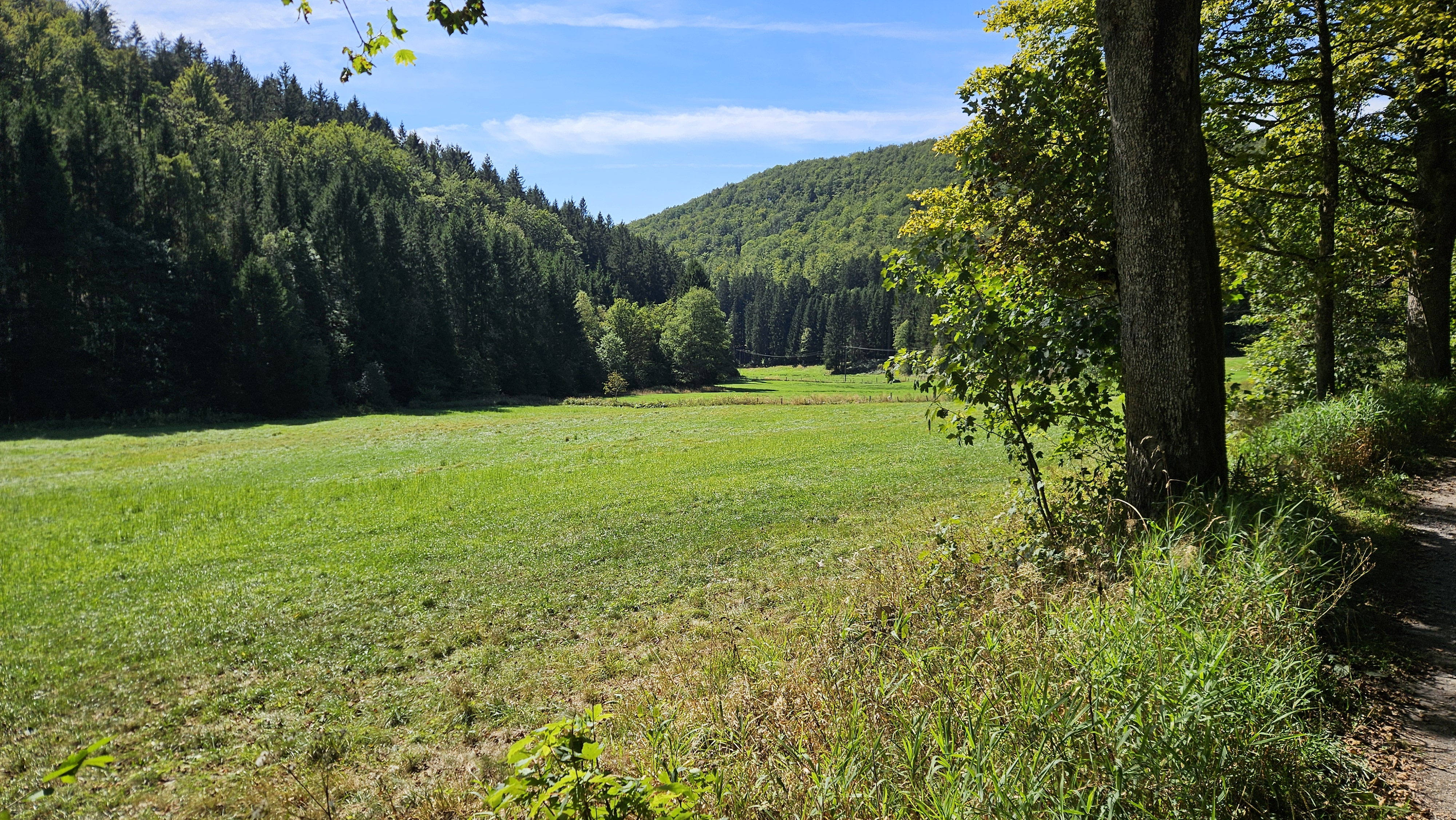
Wiese im Schwarzenautal

Die Schwarzenau, im Unterlauf auch Marienwasser genannt, ist ein 11,1 km langer, nordöstlicher und orographisch linker Zufluss der Odeborn im nordrhein-westfälischen Kreis Siegen-Wittgenstein, Deutschland.

## Verlauf
Die Schwarzenau entspringt und verläuft im Rothaargebirge und zugleich im Naturpark Sauerland-Rothaargebirge. Ihre Quelle liegt im Rahmen eines kleinen Teichs an der gemeinsamen Westflanke von nördlicher Ziegenhelle (815,9 m ü. NHN) und südlicher Wallershöhe (812,1 m) auf etwa 745 m Höhe.
In einem von bewaldeten Bergen gesäumten Tal verläuft die Schwarzenau durch unbesiedeltes Gebiet des Rothaargebirges in überwiegend südwestlicher Richtung. Anfangs fließt sie durch das 6,83 km² große und 2004 gegründete Naturschutzgebiet Wälder um Oster- und Moselkopf (NSG-Nr. 329702) und danach entlang von dessen Südgrenze. Kurz darauf mündet der aus Richtung Norden vom Forsthaus Schweizer Hof heran fließende Bach Schweizergrund ein. Einiges weiter südwestlich nimmt sie das Wasser des aus Richtung Nordnordwesten vom nordöstlichen Bad Berleburger Gut Hof Dambach kommenden Dambach auf.
Weiter flussabwärts erreicht die Schwarzenau, nun auch Marienwasser genannt, das zu Bad Berleburg gehörende Dorf Wemlighausen, wo sie auf 437 m Höhe in den dort etwa von Nordosten kommenden Eder-Zufluss Odeborn mündet; somit ergeben sich rund 308 m Höhenunterschied. Der am Odebornflusskilometer 6,5 gelegenen Schwarzenaumündung gegenüber verläuft die Bundesstraße 480.

## Einzugsgebiet und Zuflüsse
Zu den Zuflüssen der Schwarzenau gehören mit orographischer Zuordnung (l = linksseitig, r = rechtsseitig) und – wenn bekannt – Gewässerlänge und u. a. Mündungsort mit Schwarzenaubachkilometer  (flussabwärts betrachtet)/:
- Schweizergrund (r; 2,1 km), weit oberhalb Wemlighausen (nahe km 8,75)
- Lützelbach (r; 2,5 km), weit oberhalb Wemlighausen (nahe km 6,65)
- Dambach (r; 0,9 km), weit oberhalb Wemlighausen (nahe km 6,3)
- Petersgrund (l; 1,4 km), weit oberhalb Wemlighausen (nahe km 5,1)
- Großer Rüsselsbach (r; 1,8 km), etwas oberhalb Wemlighausen (nahe km 3,55)
- Winterbach (l; 1,5 km), etwas oberhalb Wemlighausen (bei km 3,1)
- Kleiner Rüsselsbach (r; 1,4 km), etwas oberhalb Wemlighausen (nahe km 3,1)
- Rilgesgrund (l; 1,5 km), etwas oberhalb Wemlighausen (nahe km 2,45)
- Wernsbach (l; 1,8 km), direkt oberhalb Wemlighausen (nahe km 1,75)
- Laibach (l; 0,8 km), direkt oberhalb Wemlighausen (nahe km 1,65)
- Afflerbach (r; 0,7 km), direkt oberhalb Wemlighausen (nahe km 1,35)
- Heidebach (l), in Wemlighausen